# Лучицький Борис Болеславович
Борис Болеславович Лучицький (25 січня (7 лютого) 1906, станиця Усть-Медведицька, нині м. Серафимович, Волгоградська область, Росія — 6 березня 1966, Чернігів) — актор, режисер. Народний артист Української РСР (1954), брат Анжеліни Лучицької, син Болеслава Оршанова-Лучицького, онук Людвика Лучицького, племінник Катерини Лучицької і Владислава Лучицького-Данченка.

## Біографія
Народився в станиці Усть-Медведицька на Донщині, Російська імперія.
Закінчив курси у Харківському інституті культури (1933). З 1912 року грав у трупах Олекси Суходольського, свого батька Болеслава Оршанова, Владислава Данченка, після 1917 року — в різних театрах України. З 1923 року працював актором і режисером у різних робітничих і селянських театрах, переважно в Чернігові. У 1933—1960 роках — режисер Ніжинського українського музично-драматичного театру, з 1960 по 1966 роки працював у Чернігівському обласному музично-драматичному театрі. Помер 6 березня 1966 року в Чернігові.

## Ролі
- Виборний («Наталка Полтавка» Іван Котляревського)
- Микола («Украдене щастя» Івана Франка)
- Тихон («Гроза» Олександра Островського)
- Монтанеллі («Овід» за Етель Ліліан Войнич)
- Кошкін («Любов Ярова» Костянтина Треньова)
- Коломійцев («Останні» Максима Горького)

## Вистави
- «Влада темряви» Льва Толстого (1952),
- «Одруження» Миколи Гоголя (1952),
- «Княжна Вікторія» Якова Мамонтова (1957).